# Île de l'Astrolabe
Pour les articles homonymes, voir Astrolabe (homonymie).
L’île de l'Astrolabe est une île du détroit de Bransfield, dans l'océan Austral, située près de la péninsule de la Trinité, au bout de la péninsule Antarctique. 
Découverte par Jules Dumont d'Urville dans son expédition de 1837–1840, elle est nommée d'après le navire de l'expédition, L'Astrolabe.
L'île d'Urville se situe à proximité.